# The Changing of Times
 (mars 2023).
Si vous disposez d'ouvrages ou d'articles de référence ou si vous connaissez des sites web de qualité traitant du thème abordé ici, merci de compléter l'article en donnant les références utiles à sa vérifiabilité et en les liant à la section « Notes et références ».
Albums de Underoath
They're Only Chasing Safety
(2004)
The Changing Of Times est le premier album du groupe de metalcore américain Underoath, sorti en 2002.